# Juan Cebrián Pedro
Juan Cebrián Pedro o Juan Cebrián de Alagón (Perales de Alfambra, 22 de octubre de 1585-Juslibol, 27 de diciembre de 1662) fue un religioso español del siglo XVI. Ocupó diversos cargos eclesiásticos en Aragón, llegando como arzobispo de Zaragoza a ser la máxima autoridad episcopal en la región. Entre 1657 y 1658 fue asimismo virrey de Aragón.

## Infancia y comienzos religiosos
Nació en Perales (Provincia de Teruel) el 22 de octubre de 1585, en el seno de una familia noble aragonesa. Su padre, Juan Francisco Cebrián, era pariente de los condes de Fuenclara mientras que su madre, Ana María de Alagón, era hija del Conde de Sástago.
Destinado a la vida eclesiástica, entró en el convento de El Olivar, que la Orden de la Merced llevaba cerca del solar de su familia y al que permanecería ligado a lo largo de su vida. Prosiguió su formación teológica en las universidades de Alcalá y Salamanca, para volver a El Olivar a formar a los novicios sin haber completado sus estudios universitarios.

## Carrera como mercedario
En 1615 fue elegido comendador del monasterio, en lo que sería el comienzo de una ilustre carrera dentro de la orden. A comienzos de la década de 1620 era prior de Barcelona, uno de los más altos honores de la orden y poco después fue vicario provincial de Aragón. Fue calificador (encargado de la censura de libros) de la Inquisición. En 1627 alcanzó el cargo de Maestre General, máxima autoridad de la orden. De su maestrazgo se destacan la expansión internacional de la orden, especialmente en India y Portugal, la segregación de los mercedarios descalzos, y la renovación del monasterio de El Olivar.
En 1628 fue elegido diputado de las Cortes del Reino de Valencia para el siguiente trienio, en representación del brazo eclesiástico. Se distinguió como leal partidario del rey Felipe IV, quien luego confiaría en él repetidamente a lo largo de su carrera.

## Nombramientos episcopales
Su reputación de hombre de letras y su desempeño como gestor le colocó entre los candidatos a cargos episcopales. Gozando del favor de Felipe IV, dejó la dirección de la orden el 6 de enero de 1632 para asumir el cargo de Obispo de Albarracín en sustitución de Pedro Apaolaza Ramírez. Fue un nombramiento menor, antesala de posteriores nombramientos, y el recién investido obispo pasó buena parte de su episcopado en la capital, Zaragoza. En 1635 asumió el obispado de Teruel, de nuevo reemplazando a Apaolaza, que había sido elegido para el arzobispado zaragozano.
Fiel a su espíritu de leal servidor de Felipe IV, su pontificado se caracterizó por su apoyo al monarca, especialmente en la guerra de Cataluña. Apoyó la Unión de Armas y la recaudación de impuestos bélicos, donde defendió que la parte eclesiástica debería ser pagada como impuesto en vez de donativo. Además, organizó liturgias orando por el rey y fue consejero suyo durante su estancia en Aragón. Como era habitual en la época, su pontificado incluyó luchas por el poder con el cabildo catedralicio, que le reprochó especialmente el nombramiento de uno de sus sobrinos como canónigo.
El fallecimiento de Apaolaza le abrió las puertas de la sede de la sede metropolitana de Zaragoza. Durante su pontificado continuó siendo uno de los grandes apoyos en Aragón del rey en la guerra catalana y fue miembro del Consejo de Estado. Uno de los episodios más destacados fue la muerte del príncipe de Asturias Baltasar Carlos de Austria durante una visita a Zaragoza. Como máximo cargo eclesiástico y hombre de confianza regia, fue Cebrián el administrador de la extremaunción al príncipe y el oficiante del funeral. Su trayectoria de apoyo regio le hizo, asimismo, virrey de Aragón y Capitán General en el periodo 1657-1658. Eclesiásticamente, convocó un sínodo en Valderrobles, y apoyó la construcción de un colegio mayor dedicado a San Pedro Nolasco.
Falleció el 27 de diciembre de 1662 en Juslibol, cuyo castillo pertenecía al arzobispado de Zaragoza. Fue enterrado en el convento de las capuchinas de Zaragoza. Dejó en su testamento un legado a favor del convento del Olivar en el cual se formó.

## Obras
- De initio Ordinis Constitutionibus, et legibus eius, cui pontificias bullas, quae ad regimen optimum spectant intexuit (Madrid, 1628)
- Información y memorial acerca del tiempo que en la vacante del oficio de General de la Orden de Nuestra Señora de la Merced ha de ser Vicario General de ella el padre prior del convento de Barcelona (Madrid, 1632)
- De violenta clerici persecussione, ac de absolvendi percussorem a censura
- De iure episcopali